# شهرستان‌های گیلان بر پایه جمعیت

نقشه ی گیلان

رتبه  .......نام  ..............................  جمعیت سرشماری۱۳۹۵
۱.شهرستان رشت...........................................  ۹۱۸٬۴۴۵
۲.شهرستان طوالش .......................................  ۲۰۰٬۶۴۹
۳.شهرستان لاهیجان.......................................  ۱۶۸٬۸۲۹
۴.شهرستان رودسر ........................................  ۱۴۴٬۳۶۶  
۵.شهرستان انزلی ...........................................   ۱۳۸٬۰۰۴
۶.شهرستان لنگرود.........................................   ۱۳۷٬۲۷۲

۷.شهرستان صومعه‌سرا...................................   ۱۲۷٬۷۵۷

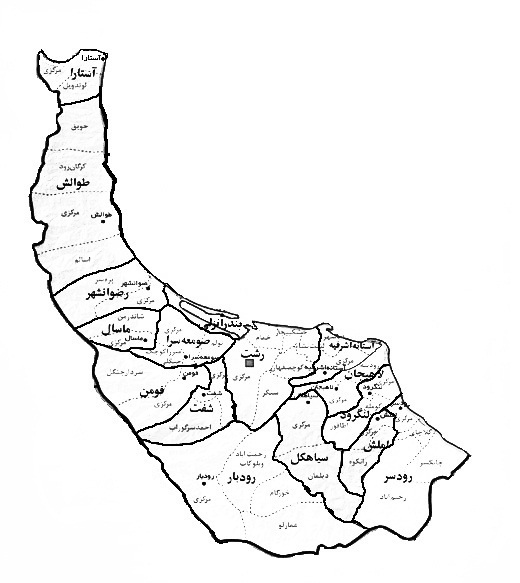
نقشه تقسیمات گیلان

۸.شهرستان آستانه اشرفیه...............................   ۱۰۵٬۵۲۶
۹.شهرستان رودبار.........................................  ۱۰۰٬۹۴۳
۱۰.شهرستان فومن..........................................     ۹۳٬۷۳۷
۱۱.شهرستان آستارا.........................................     ۸۶٬۸۵۷   
۱۲.شهرستان رضوانشهر...................................     ۶۶٬۹۰۹
۱۳.شهرستان شفت.........................................     ۵۸٬۵۴۳
۱۴.شهرستان خمام..........................................    ۵۴٬۸۰۰
۱۵.شهرستان ماسال........................................     ۵۲٬۴۹۶
۱۶.شهرستان سیاهکل.....................................     ۴۷٬۰۹۶
۱۷.شهرستان املش.........................................     ۴۴٬۲۶۱

## جمعیت کل گیلان
مساحت گیلان ۱۴٬۰۴۴ کیلومترمربع و جمعیت آن طبق سرشماری ن۲٬۵۳۰٬۶۹۶ نفر است.
گیلان دهمین استان پرجمعیت و دومین استان پرجمعیت شمال ایران پس از استان مازندران است. تراکم جمعیت در این استان با ۱۷۷ نفر در هر کیلومترمربع جایگاه سوم را در ایران دارد. کلانشهر رشت با داشتن ۴۶ درصد جمعیت کل استان، مرکز و پرجمعیت‌ترین شهر شمال کشور و یازدهمین شهر پرجمعیت ایران است. از دیگر شهرهای پرجمعیت این استان می‌توان به ترتیب به شهرهای بندر انزلی، مهم‌ترین بندر ایرانی در حاشیه دریای کاسپین لاهیجان، تالش، لنگرود، رودسر، بندر آستارا، صومعه سرا  اشاره کرد.